# فردينان فوش
 فردينان فوش  (بالفرنسية: Ferdinand Foch) (20 مارس 1929 2 أكتوبر 1851) جنرال وكاتب عسكري فرنسي. خدم في الجيش الفرنسي خلال الحرب العالمية الأولى، واختير مارشالاً لفرنسا في 1918. بعد فترة قصيرة من بداية هجوم الربيع (محاولة ألمانيا النهائية لكسب الحرب)، واختير فوش قائدًا أعلى لجيوش الحلفاء، وهو المنصب الذي شغله حتى 11 نوفمبر 1918، عندما وافق على طلب ألمانيا للهدنة.
عُرف فوش بكونه قائدًا عدوانيًا ومتهورًا في معركة المارن الأولى، ومعركة يبريس الأولى، ومعركة أرتويس الأولى التي جرت في الفترة ما بين عامي 1914 و 1916، وأصبح فوش القائد الأعلى لقوات الحلفاء في آخر شهر مارس من عام 1918 وواجه بصفته هذه هجوم الربيع (أو هجوم لودندورف) الألماني الشامل الذي أجبر الحلفاء على التراجع باستخدام جنود جدد ومناورات تكتيكية جديدة لم تتمكن الخنادق من الوقوف في وجهها. نجح فوش في تنسيق الجهود الفرنسية البريطانية الأمريكية وتوحيدها في كيان متماسك، وتعامل بشكل حكيم للغاية مع الاحتياطات الاستراتيجية التي كان مسؤولاً عنها. أوقف فوش أيضًا الهجوم الألماني، وشن هجومًا مضادًا تمكن من خلاله الفوز بالمعركة. قبل فوش في شهر نوفمبر من عام 1918 اقتراح وقف الأعمال القتالية الألمانية، وحضر هدنة الكومبين الأولى في 11 نوفمبر 1918.
شارك الفيلق 20 بقيادة فوش، عند اندلاع الحرب في شهر أغسطس من عام 1914، في الاجتياح السريع لألمانيا، قبل أن يضطر للتراجع بعد قيام ألمانيا بهجوم مضاد، لكنّه تمكن من منع الألمان من الوصول إلى مدينة نانسي الفرنسية. ارتفعت مكانة فوش بعد انتصاره في معركة المارن، إذ كان له الفضل الأكبر في ذلك الانتصار لكونه قائد الجيش التاسع الفرنسي حينها. تلقّ فوش بعد حرب عام 1918 ترقية إلى رتبة مساعد القائد الأعلى للمنطقة الشمالية، وأصبح بعدها قائدًا في مجموعة جيش الشمال، وأمر -خلال خدمته في هذا المنصب- أن يتعاون مع القوات البريطانية في معركتي يبريس الأولى، والسوم. نُقل فوش في نهاية عام 1916 إلى إيطاليا، لعدة أسباب منها تحقيقه لنتائج مخيبة للآمال في هجومه الأخير، ويعزى ذلك -بشكل جزئي- لدخوله في منافسات سياسية في زمن الحرب.
عُين فوش، في 26 مارس من عام 1918، رئيسًا للأركان العامة لجيوش الحلفاء بعد أن أصبح رئيس أركان الجبهة الغربية وحصل على لقب «القائد العام» في بداية العام نفسه. لعب فوش دورًا حاسمًا في وقف التقدم الألماني المتجدد على جبهة باريس في معركة المارن الثانية، وتلقّ -نتيجة لذلك- ترقية لرتبة مارشال فرنسا. يقول أدينغتون: «كانت الاستراتيجية النهائية لقوات الحلفاء التي كان لها الفضل في تحقيق النصر على الأرض في أوروبا الغربية في عام 1918 ملكًا -إلى حد كبير- لفوش وحده».
وافق فوش في 11 نوفمبر 1918 على الطلب الألماني بالهدنة، ودافع عن شروط السلام التي من شأنها أن تمنع ألمانيا من تشكيل أي تهديد مستقبلي لفرنسا. اعتبر فوش معاهدة فرساي (التي وقعت في 28 يونيو من عام 1919) متساهلة للغاية مع ألمانيا، ووصفها بـ «هذا ليس سلامًا، إنّه فقط هدنة لمدة عشرين عامًا»، كان كلامه هذا أشبه بالنبوءة، فقد بدأت الحرب العالمية الثانية بعد عشرين عامًا و 65 يومًا فقط من معاهدة فرساي.

## النشأة
وُلد فريناند فوش في بلدة تارب، وهي بلدة صغيرة تقع في إقليم البرانيس العليا جنوب غربي فرنسا، لعائلة كاثوليكية متدينة. يشير الاسم الأخير لفريناند إلى أصل عائلة والده الموظف الحكومي من قرية فالنتين الواقعة في إقليم غارون العليا جنوب غرب فرنسا، والذي قد يعود بأصوله إلى منطقة ألزاس شرقي فرنسا في القرن السادس عشر. التحق فوش بإحدى المدارس في بلدة تارب، وبمدرسة أخرى تقع في مدينة روديز في إقليم أفيرون، وبإحدى مدارس في بلدية جوردان بوليجنان، ثمّ بكلية القديس ميشيل اليسوعية في مدينة سانت إتيان، قبل أن ينتهي به الحال أخيرًا في كلية القديس كليمينت اليسوعية في مدينة متز شمال شرقي فرنسا. أصبح شقيق فردينان قسًا يسوعيًا، الأمر الذي يُعتقد أنّه لعب دورًا في إعاقة ترقية فردينان في الجيش الفرنسي، إذ اتخذت الحكومة الجمهورية الفرنسية موقفًا مناهضًا للسلطات الدينية.
انضم فوش البالغ من العمر 19 عامًا، عند اندلاع الحرب الفرنسية البروسية عام 1870، إلى فوج المشاة الفرنسي الرابع الذي لم يشارك في القتال، واستمر بخدمته في الجيش حتى بعد انتهاء الحرب. التحق عام 1871 بالمدرسة المتعددة التكنولوجية، واختار فيها تخصص المدفعية. تلق فوش في عام 1873 -على الرغم من عدم إكماله لعملية التدريب- تفويضًا للخدمة العسكرية بصفة ضابط مدفعية، وخدم في فوج المدفعية الرابع والعشرين من الجيش الفرنسي -في بلدة تارب- بصفة ملازمًا، ويعود ذلك إلى ظهور نقص كبير في أعداد صغار الضباط في تلك المرحلة. التحق فوش في عام 1876 بمدرسة سومور لقوات الفرسان بهدف الخضوع للتدريب كضابط فارس في سلاح المدفعية. ترقى فوش في 30 سبتمبر من عام 1878 لرتبة نقيب، ووصل إلى باريس في 24 سبتمبر من عام 1879 بصفة مساعدًا في دائرة المستودعات المركزية للأفراد في سلاح المدفعية.
خضع فوش في عام 1885 لدورة تدريبية في المدرسة الحربية العليا التابعة للجيش، وأصبح في الفترة ما بين عام 1895 و 1901 مدربًا فيها. تلقى فوش في عام 1898 ترقية إلى رتبة مقدم، وإلى رتبة عقيد في عام 1903، وأصبح -بصفته عقيدًا- قائدًا لفوج المظليين الخامس والثلاثين في سلاح المدفعية في مدينة فان الفرنسية.
كان فوش رجلًا قصيرًا للغاية، وكان معروفًا بقوته الجسدية والعقلية التي جعلته ذا هيبة ووقار، وموضع احترام للجميع. كان فوش رجلًا هادئًا قليل الكلام، وكان كلامه مترافقًا مع الكثير من إيماءات اليدين التي لم تكن تُفهم بشكل صحيح إلا من قبل الأشخاص الذين كانوا على معرفة -ولو كانت بسيطة- به. كانت عبارة «لا وجود للبروتوكول» أشهر عبارات فوش، إذ كان يفضل التعامل بشكل ودي مع جميع الضباط. كان فوش منفتحًا للعمل في جميع الأوقات -حتى غير النظامية منها- من طلوع الشمس وحتى وقت متأخر من الليل، ما عدا أوقات تناول الوجبات عند الظهيرة وعند الساعة السابعة والنصف.
تلق فوش في عام 1907 ترقية لرتبة عميد، وتولى في نفس السنة قيادة الكلية الحربية الفرنسية، وبقي في منصبه هذا إلى أن عُين لواءً في عام 1911. أثر فوش بالجنرال جوزيف جوفري (رئيس الأركان العامة في الفترة ما بين 28 يوليو 1911 وحتى 12 ديسمبر من عام 1916) بعدما صاغ -في عام 1913- خطة الحملة الفرنسية (التي تعرف باسم الخطة السابعة عشرة). تولى فوش في عام 1913 قيادة الفيلق 20 في مدينة نانسي الفرنسية، بعد أن شغل نفس المنصب لمدة عام واحد فقط في معركة شهر أغسطس من عام 1914.

## الفكر العسكري
نال فوش -في وقت لاحق- لقب «أهم المفكرين العسكريين الأصيلين بين أبناء جيله»، وأصبح معروفًا بتحليلاته النقدية للحملات الفرنسية البروسية والنابليونية وأهميتها بالنسبة للعمليات العسكرية في القرن الجديد، القرن العشرين. اعتُبرت عملية إعادة التحليل التي قام بها فوش لهزيمة فرنسا عام 1870 الأولى من نوعها. كان فوش أستاذًا في الكلية الحربية، ودرّس فيها التاريخ العسكري، والاستراتيجية، والتكتيكات العامة، وأصبح المنظر الفرنسي في الاستراتيجيات الهجومية.

## روابط خارجية
- فرديناند فوش على موقع الموسوعة البريطانية (الإنجليزية)
- فرديناند فوش على موقع إن إن دي بي (الإنجليزية)